# Мишарин, Сергей Дмитриевич
Сергей Дмитриевич Мишарин (23 сентября 1917 — 5 сентября 2005) — директор института Генплана Москвы в 1967—1983 годах, Лауреат Государственной премии СССР (1980), Заслуженный архитектор РСФСР (1974), один из авторов Генерального плана города Москвы 1971 года.

## Краткая биография
Родился 23 сентября 1917 года в поселке Туринские рудники (ныне — город Краснотурьинск) Уральской области.
По совету друга отца художника-плакатиста Корецкого поступил в Московский архитектурный институт и в 1941 году окончил факультет градостроительства по специальности «Планировка городов и населенных мест».
Участник Великой Отечественной войны. Выполнял работы по маскировке московских заводов. С ноября 1941 года служил в 78-м военно-полевом строительстве 22-го управления оборонительного строительства Западного и 2-го Белорусского фронтов. Участвовал в проектировании и постройке зон обороны, огневых точек, переправ, мостов, дорог, а после освобождения Белоруссии в расчистке сельскохозяйственные площадей от немецких минных полей. В период Висло-Одерской операции участвовал в строительстве переправ и мостов через Вислу и Одер.
С 1946 года архитектор в архитектурно-планировочных мастерских Управления по делам архитектуры Моссовета.
В 1951 году — главный архитектор проектов мастерской № 3 Института Генплана Москвы, с 1953 года — руководитель мастерской № 6 Юго-Восточного сектора, с 1955 года — мастерской № 2 детальной планировки города Института Генплана Москвы.
Специалисты мастерской под руководством С. Д. Мишарина определили новые резервные территории для развития Москвы с уточнением трассы Московской кольцевой автодороги. По результатам этой работы в 1960 году правительством было принято решение о новой границе Москвы по МКАД.
С 1961 по 1967 год начальник Управления регулирования и отвода земель ГлавАПУ Москвы.
В 1967 году возглавил Институт Генплана Москвы.
В 1967—1970 годах коллектив института совместно со смежными отраслевыми институтами Москвы составил проект Генплана, который в июне 1971 года был успешно утвержден объединенным Постановлением Политбюро ЦК КПСС и Совмина СССР.
В дальнейшем с 1971 по 1983 год С. Д. Мишарин занимался пропагандой и разъяснением идей Генерального плана Москвы и Московской области. Неоднократно выступал с докладами на конференциях в стране и за рубежом (Франция, Венгрия, Польша Австрия, Япония, Афганистан, Италия), опубликовал свыше 40 статей в периодических массовых изданиях.
За время работы как автор-архитектор и творческий руководитель коллектива разработал множество архитектурно-планировочных проектов, главным образом по Москве и Московскому региону.
Среди наиболее важных и масштабных — размещение высотных зданий в Москве, проекты планировки и застройки Юго-Восточного и Северо-Западного секторов города — Новые Кузьминки, Перово, Люблино, Ленино, Хорошово-Мневники, Шелепиха, Коптево и прочие.
Руководил разработкой проекта планировки пригородной зоны Москвы 1978 г., подготовкой градостроительных разделов проведения XXII Олимпийских игр в Москве.
Принимал участие в архитектурных конкурсах. Среди его конкурсных работ проект застройки площади Ильича, эскиз-идеи генерального плана Москвы и развития центра Москвы, монумент в ознаменование 300-летия воссоединения Украины с Россией, проекты реконструкции Арбатской площади, Всемирной выставки 1967 года в Москве, планировки центра Ярославля, зоны отдыха Гоцлав в Варшаве.
Автор более 60 публикаций, посвящённых вопросам развития архитектуры Москвы.
Член КПСС с 1965 года. В 1965—1966 годах — депутат Свердловского райсовета Москвы. Член Союза архитекторов СССР с 1947 года. Член центральной ревизионной комиссии Союза архитекторов, председатель градостроительного отделения общества «Знание», член партийного бюро НИиПИ Генплана, член центрального правления общества «СССР — Финляндия».
Известно, что перед увольнением из института у него случился инфаркт после разговора с главным архитектором.
В 1983 году вышел на пенсию, продолжив работу в Научно-исследовательском и проектном институте Генплана и Союзе архитекторов.
Жил в Москве по адресам: улица Чайковского (Новинский бульвар), дом 18 (1954—1965); улица Чкалова (Земляной Вал), дом 41/2 (1965—1982); улица Академика Анохина, дом 38, корп. 4 (с 1982 года). Умер в Москве 5 сентября 2005 года. Похоронен на Донском кладбище (уч. 4).

## Награды
- Государственная премия СССР (1980)[1] — за разработку градостроительных разделов проведения Олимпиады в Москве в 1980 году.
- Заслуженный архитектор РСФСР (1974) — за заслуги в области строительства[4].

Как участник войны награждён орденом Отечественной войны II степени, медалями «За боевые заслуги», «За оборону Москвы» и «За победу над Германией».
Его трудовая деятельность орденами Трудового Красного Знамени и «Знак Почета», медалью «За трудовое отличие», множество других наград. Он отмечен тремя медалями ВДНХ.

## Труды
- Мишарин С. Д., Беккер А. Ю., Каммерер Ю. Ю., Чуверин И. В. Схема комплексного использования подземного пространства Москвы. — Строительство и архитектура Москвы, 1973, № 12.
- Мишарин С. Д. Генеральный план развития Москвы и проблемы транспорта // Проблемы и перспективы развития автомобильного транспорта крупных городов на примере г. Москвы / Тезисы докладов на Всесоюз. науч.-техн. конф. в г. Москве 31 мая — 2 июня 1979 г.). М., 1981, с.66-81